# Sakura-Con
Sakura-Con è un'annuale anime convention tenuta presso il Washington State Convention Center di Seattle. Dura circa tre giorni e si tiene tradizionalmente nel fine settimana di Pasqua. È la più grande convention di anime nel nord-ovest degli Stati Uniti d'America ed è stata organizzata dall'Asia-Northwest Cultural Education Association (ANCEA).